# Frustracija
Frustracija (lat. frustratio: zavaravanje; onemogućivanje) je psihofizičko stanje povezano s iskustvom prisilnoga odricanja čovjeka od ispunjenja želja koje su po subjektivnoj ili objektivnoj ocjeni vrlo važne za neku osobu ili ličnost; doživljaj slabije ili jače neugode, nemira, strepnje (anksioznosti) ili srdžbe u situacijama kada smo nekim fizikalnim (npr. zaključana vrata), društvenim (npr. zakoni, vjerski propisi, društveni običaji) ili osobnim barijerama (npr. nedovoljna sposobnost) onemogućeni u postizanju nekoga željenog cilja.
Ljudi na različite načine reagiraju kada ne mogu zadovoljiti svoje želje, a sve to ovisi o stupnju njihove frustracijske tolerancije. Što je čovjek frustracijski tolerantniji, lakše podnosi neuspjehe u zadovoljavanju svojih želja. Manje frustracijski tolerantne osobe teško se mire i s najmanjim neuspjehom. Kad nastupi stanje frustriranosti, čovjek može reagirati realistički – tako što će tražiti racionalno rješenje problema promjenom ponašanja ili promjenom cilja, ili nerealistički – kada problem rješava prebacujući uzroke nemoći na druge ljude ili agresivnim ponašanjem.
Dugotrajno stanje frustriranosti kod jednog dijela ljudi, a što je vrlo često odraz pogrešnoga i/ili indoktrinirajućega odgoja, ima za posljedicu dezorganizirano ponašanje i najčešće anksioznost, osjećaj nespokojstva, nesigurnosti, tjeskobe i neodređenog straha. Na taj se način ugrožava mentalno zdravlje.

## Vanjske poveznice

### Sestrinski projekti
|  | Zajednički poslužitelj ima još gradiva o temi frustracija |

### Mrežna mjesta
- LZMK / Hrvatska enciklopedija: frustracija